# Твірна
Твірна (математичне означення) — лінія, яка при русі утворює певну поверхню. В тілах обертання твірною називається частина геометричної фігури при обертанні якої навколо однієї зі сторін (вісі обертання) утворюється тіло обертання.

## Властивості твірної в тілах обертання
ЦиліндрТвірна у циліндра рівна його висоті.
КонусТвірна у конусі дорівнює довжині гіпотенузи прямокутного трикутника, з якого утворено конус, також радіус сектора є твірною конуса.
СфераТвірною є пів коло, яке обертається навколо діаметра.